# Pakistannachtschwalbe
Die Pakistannachtschwalbe (Caprimulgus mahrattensis), auch Sind-Nachtschwalbe oder Sykes-Nachtschwalbe genannt, ist eine Vogelart aus der Familie der Nachtschwalben (Caprimulgidae).
Sie kommt in den nordwestlichen Regionen Südasiens von Iran bis Afghanistan, Pakistan und Nordwest-Indien vor, überwintert in Indien.

## Beschreibung

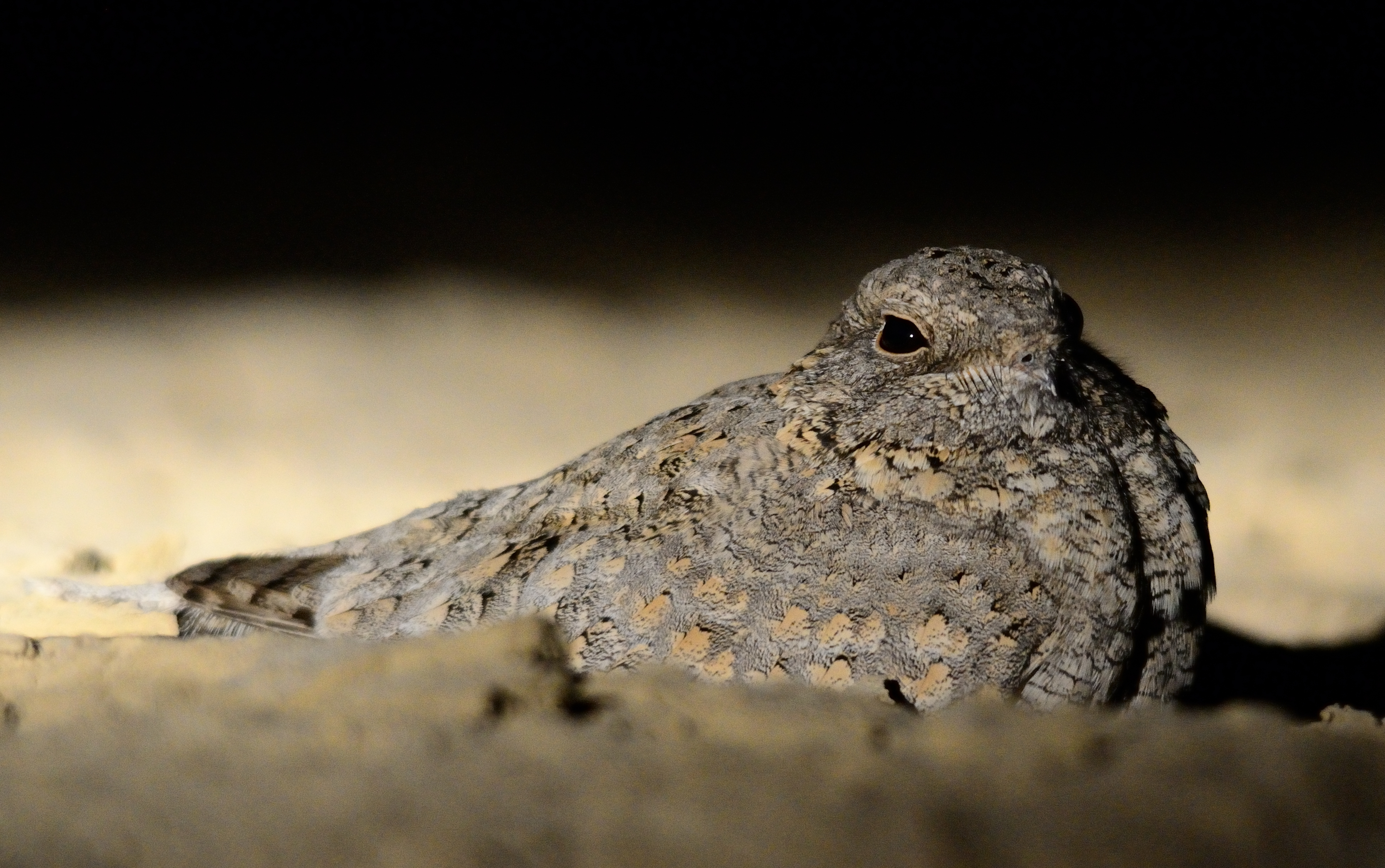
Pakistannachtschwalbe

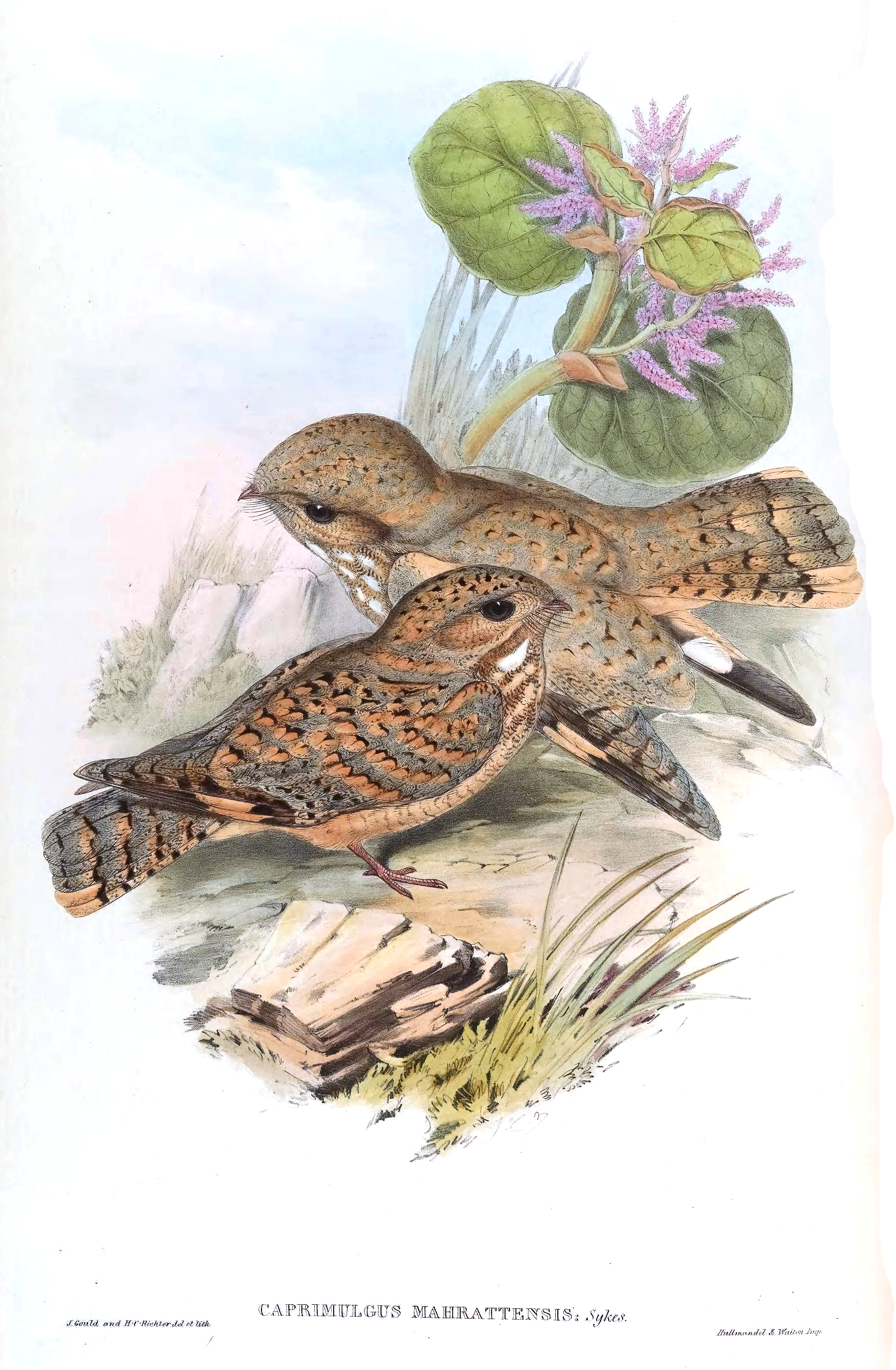
Pakistannachtschwalbe, Illustration

Die Pakistannachtschwalbe ist mit 22 bis 24 cm relativ klein mit kurzen Flügeln und großem Kopf, das Männchen wiegt 58, das Weibchen 56 g. Zwischen den Geschlechtern besteht nur ein geringer Dimorphismus.
Der Vogel ist grau bis sandfarben, die Oberseite sandgrau mit leicht schwarzbraunen Flecken. Der Scheitel ist dünn gestreift, auf den Schulterfedern unregelmäßige schwarze Markierungen, das Nackenband ist unscharf abgegrenzt. Das Männchen hat große weiße Flecken auf den Handschwingen, beim Weibchen sind sie gelbbraun. Die beiden äußeren Steuerfedern tragen eine breite weiße Spitze beim Männchen.

## Stimme
Der Ruf des Männchens ist ein gleichmäßiges Schnurren, leises 'chuck-chuck' sowohl am Boden als auch beim Fliegen, häufiger während der Morgen- und Abenddämmerung.

## Lebensweise
Besiedelt werden Halbwüsten mit verstreuten Dornengewächsen sowie trockenes, steiniges Buschland oder kiesige oder lehmige Ebenen.
Die Nahrung besteht aus Nachtfaltern, Käfern und anderen bis 2 cm großen Insekten.
Die Brutzeit liegt zwischen März und Mai.

## Gefährdungssituation
Die Pakistannachtschwalbe gilt als nicht gefährdet (Least Concern).